# Manuel Requena
Manuel Requena (ur. 1802, zm. 1876) – amerykański polityk i kupiec, p.o. burmistrza Los Angeles, jako przewodniczący Rady Miasta (Common Council), przez dwanaście dni w 1856 roku. Jak dotąd jeden z czterech sprawujących tę funkcję polityków latynoskiego pochodzenia.
Jedna z bardziej prominentnych postaci we wczesnym okresie istnienia Los Angeles. Urodził się na półwyspie Jukatan w Meksyku, w 1834 roku przybył do Kalifornii. Zamożny kupiec, szybko zaangażował się w działalność publiczną.
W latach 1836–1837 i 1844 był Pierwszym Alkadem - odpowiednikiem burmistrza - meksykańskiego Los Angeles. Członek Rady Miasta (Common Council) w latach 1850–1854, 1856, 1864–1868. W latach 1852–1853 członek Rady Nadzorczej Hrabstwa Los Angeles (Los Angeles County Board of Supervisors).